# Монофора

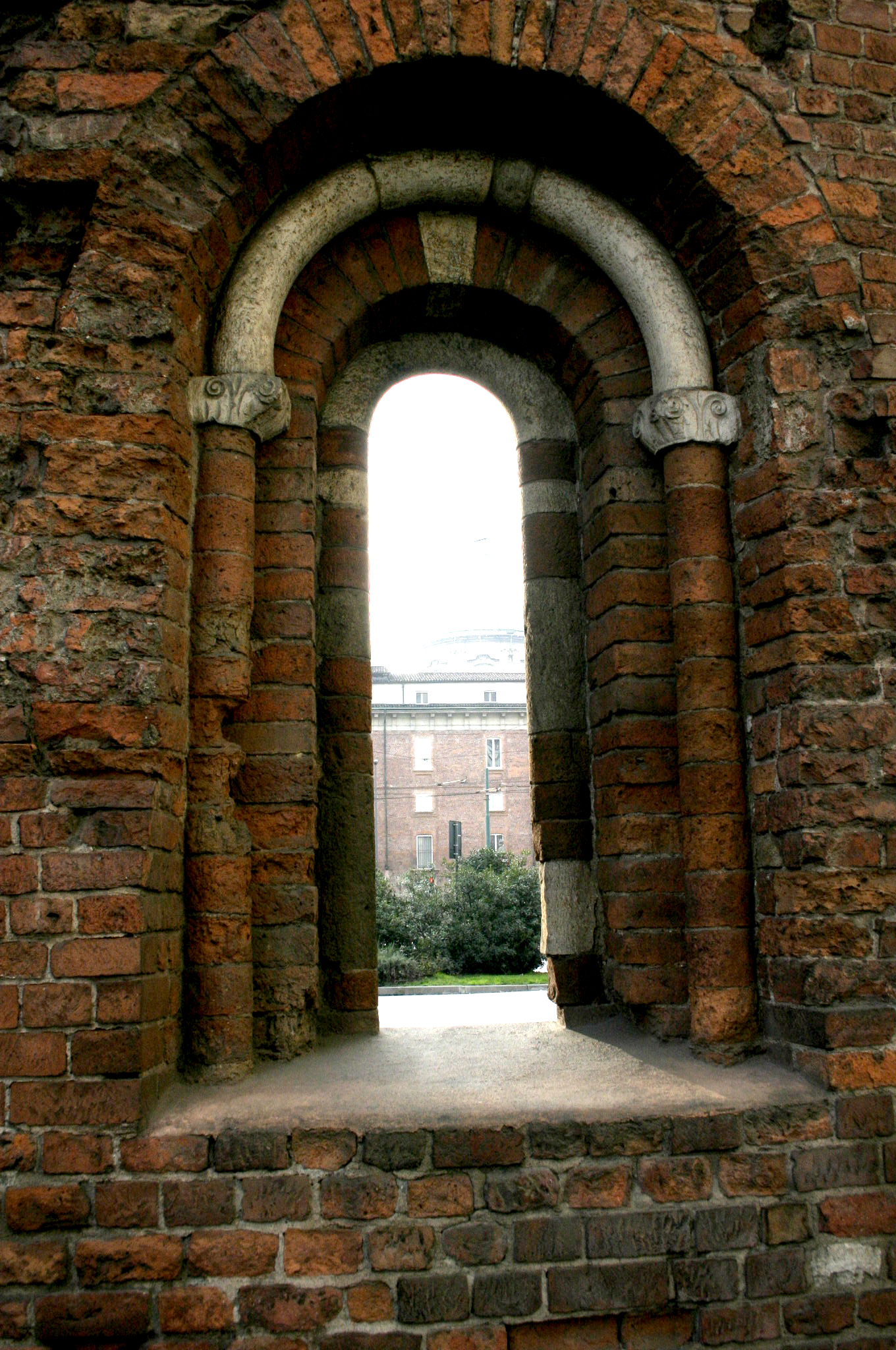
Монофора, на Пьяцца Джузеппе Миссури, Милан

Монофо́ра (итал. monofora) — тип одиночного окна, декорированного по бокам колоннами или пилястрами, на каждую из которых опирается арка. Пространство вокруг окна может быть перфорировано, украшено орнаментами, фресками или другими элементами декорирования.
Монофоры свойственны романской архитектуре, готической архитектуре и ренессансной архитектуре, часто встречаются в кафедральных соборах Северной Европы и в венецианских палаццо, а также часто применялась в эклектике XIX века.

## Галерея

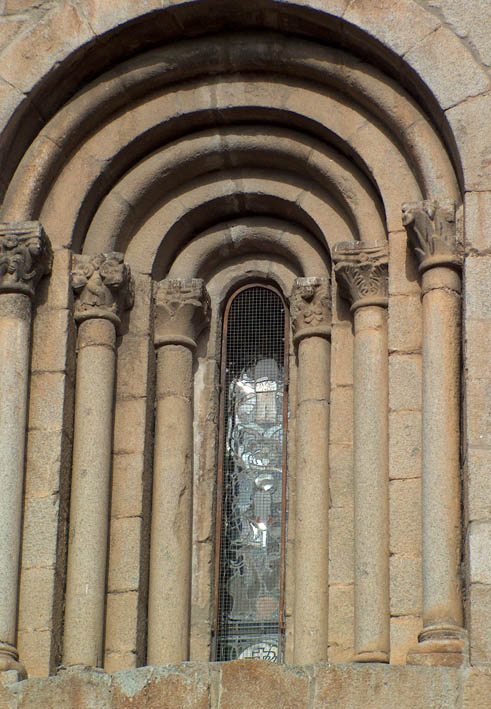
Романская монофора
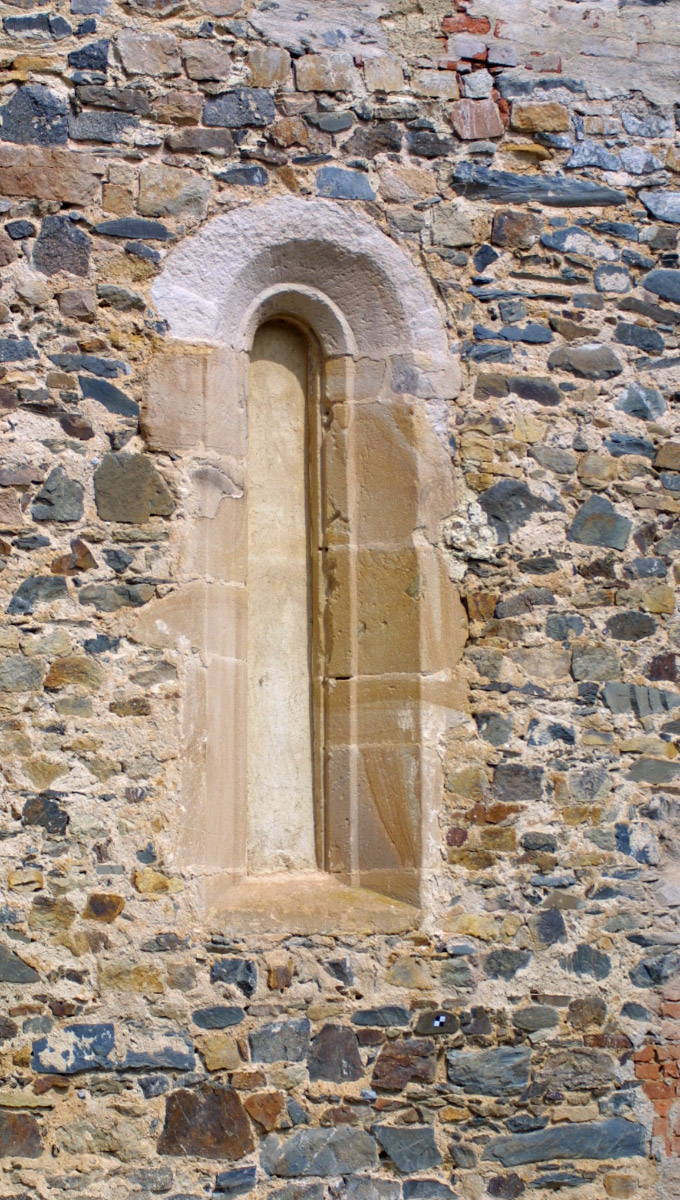
Романская монофора в соборе Св. Петра и Павла, Dolany.
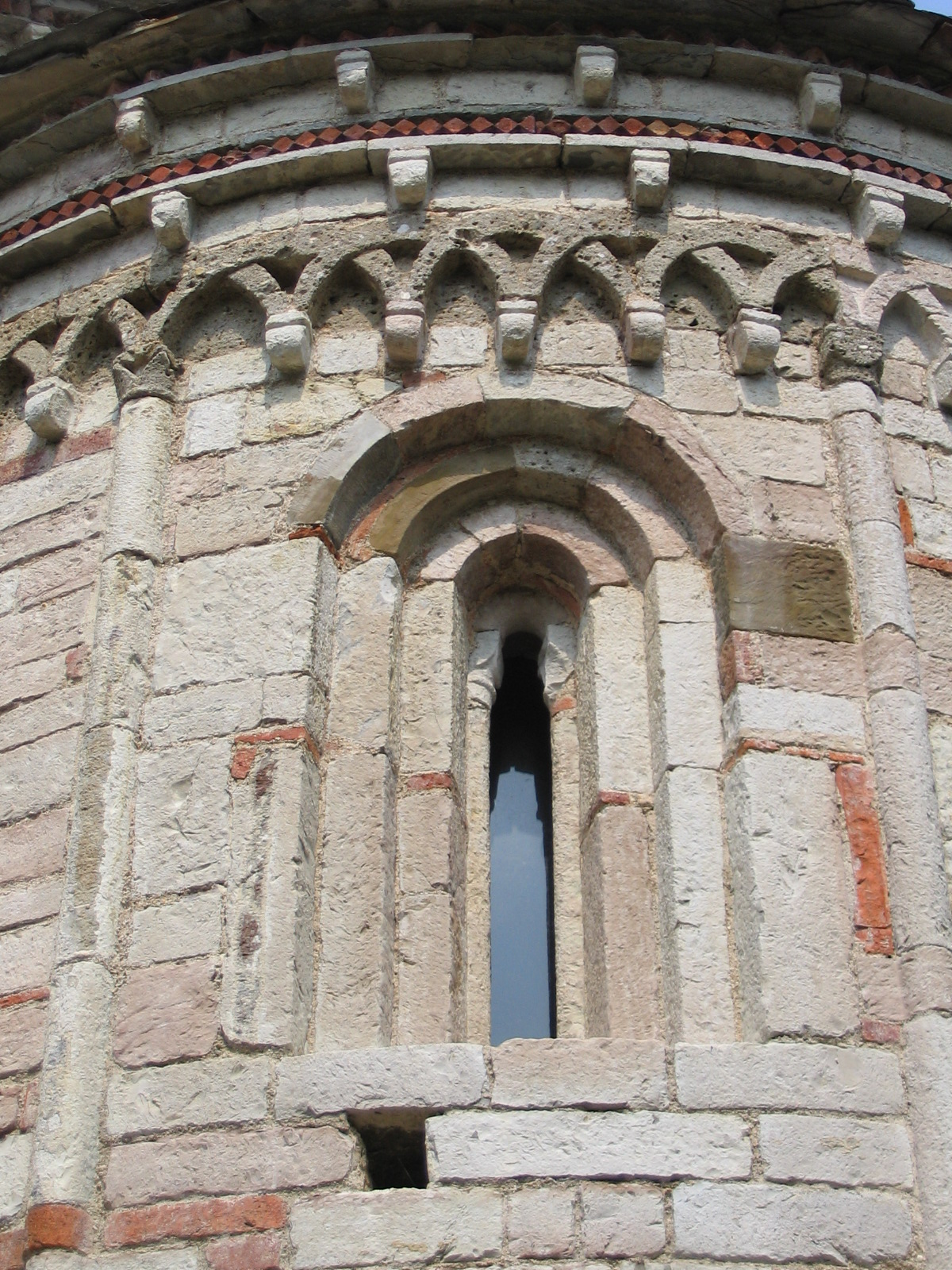
Монофора Rotonda di San Tomè
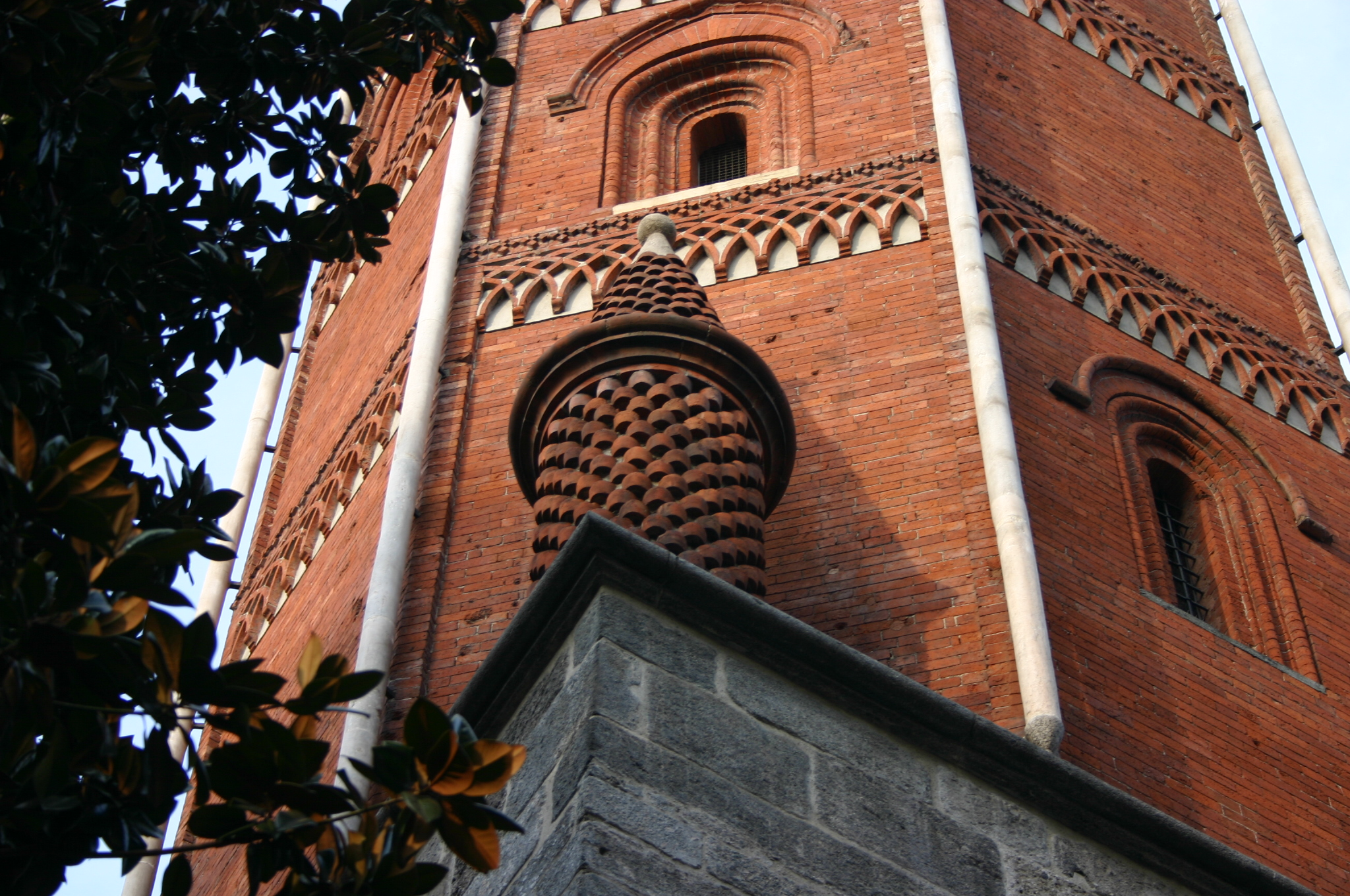
Колокольня Сан Готтардо, Корте, Милан
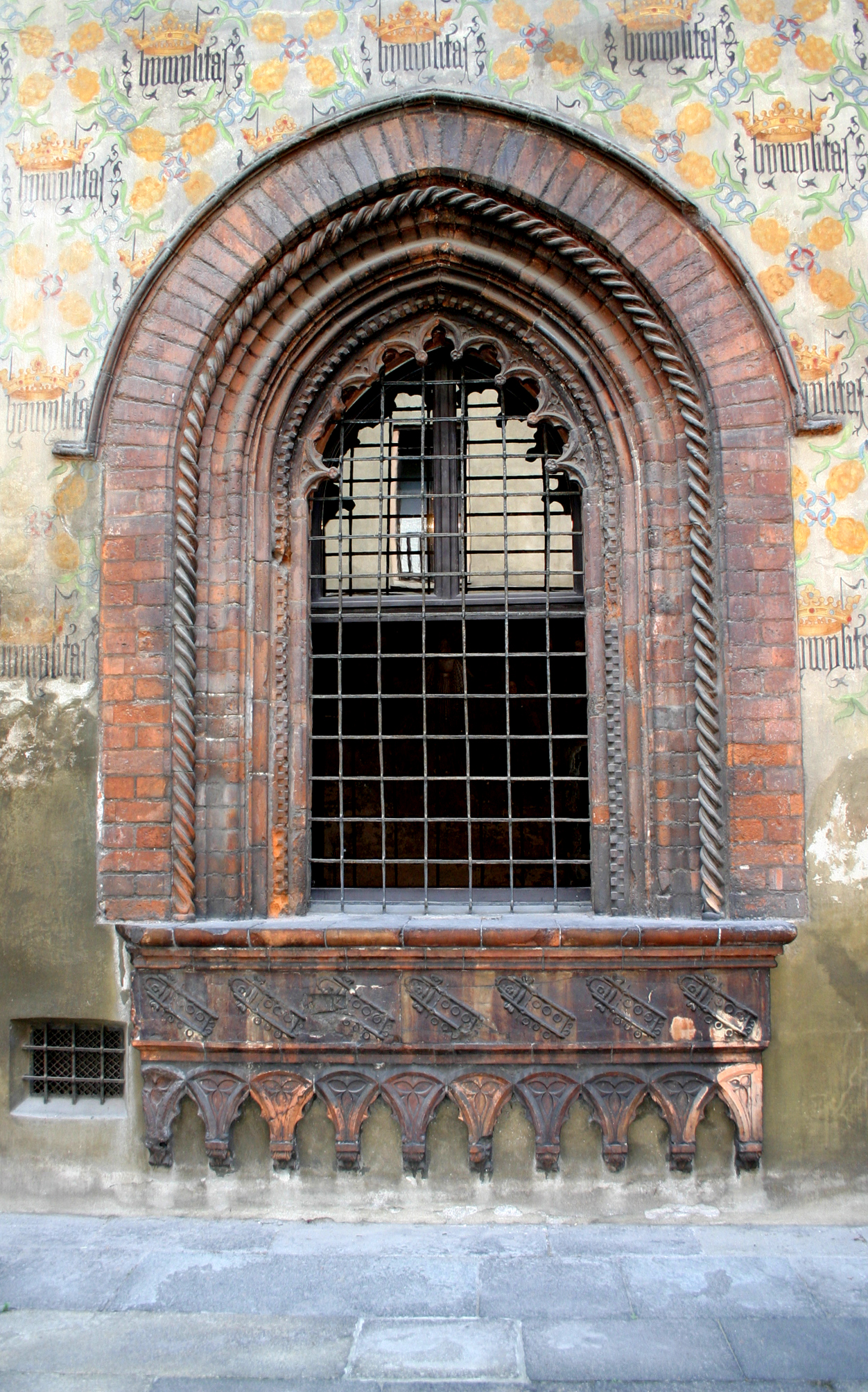
Милан, Palazzo Borromeo